# Seraumont
Seraumont este o comună franceză situată în departamentul Vosges, în regiunea Grand Est.

## Geografie
Etimologia numelui Seraumont, care înseamnă literal „pe înălțimea unui munte”, face referire la poziționarea comunei pe o ridicătură a platoului loren ce separă departamentele Meuse și Vosges.

### Comune limitrofe
|           | Vaudeville-le-Haut (Meuse) |                    |
| Chermisey |                            | Domrémy-la-Pucelle |
|           | Sionne                     | Coussey            |

### Hidrografie
Comuna se află în bazinul hidrografic al râului Meuse, parte a bazinului Rin-Meuse. Este drenată de pârâul des Roises, care contribuie la rețeaua hidrografică locală și la scurgerea apelor din zonă.

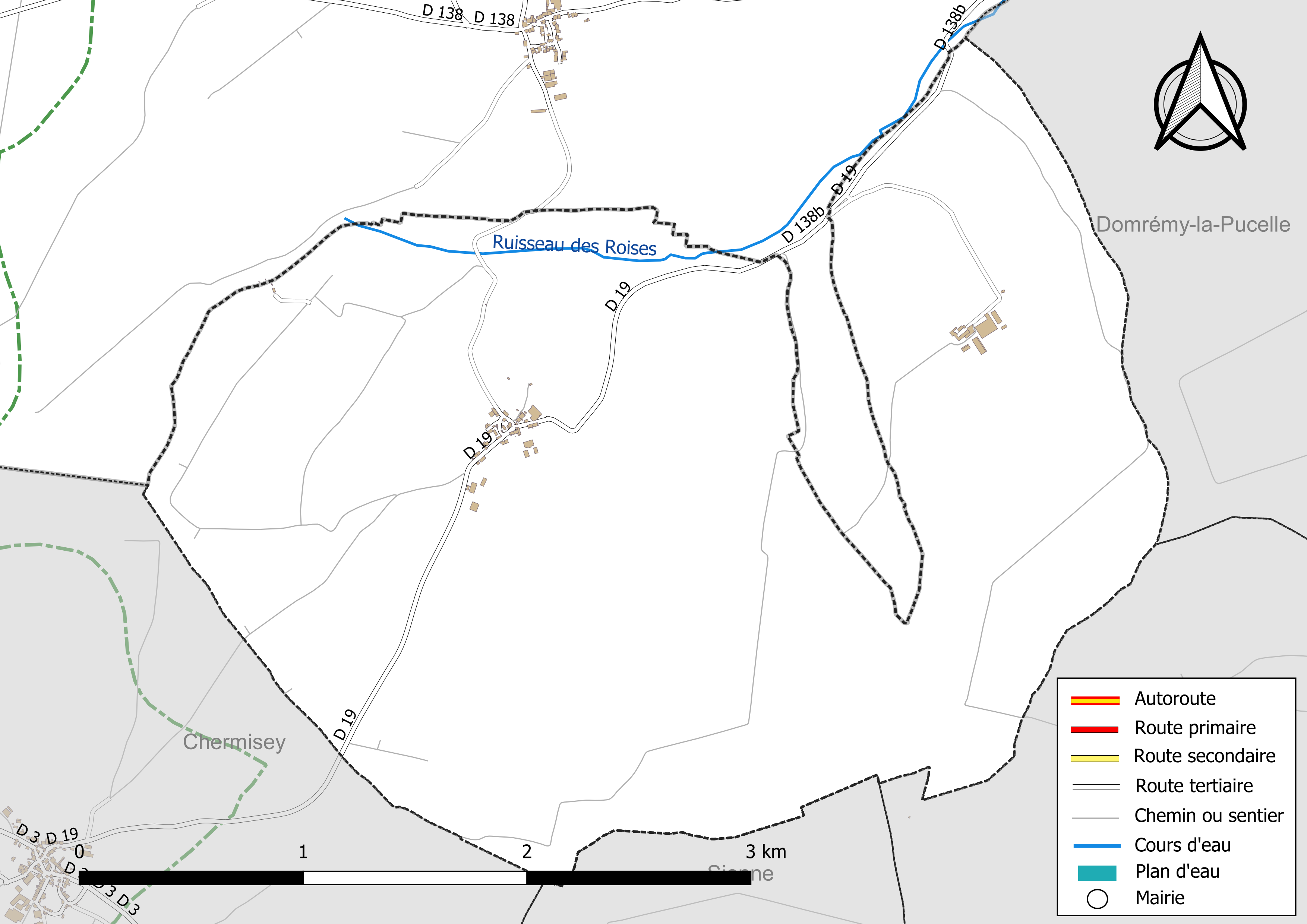
Rețele hidrografice și rutiere de Seraumont.

Calitatea apei și a cursurilor de apă poate fi consultată pe un site dedicat, gestionat de agențiile de apă și de Agenția Franceză pentru Biodiversitate.

### Clima
În 2010, clima comunei era de tip montan, conform unui studiu al Centrului Național de Cercetare Științifică (CNRS) pe baza unui set de date care acoperă perioada 1971-2000 bazat pe o serie de date din perioada 1971-2000. În 2020, Météo-France a publicat o tipologie a climatului pentru Franța metropolitană, în care comuna este caracterizată de un climat oceanic alterat și se află în regiunea climatică Lorena, platoul Langres și Morvan. Această zonă se distinge prin ierni aspre (1,5 °C), vânturi moderate și ceață frecventă în toamnă și iarnă.
Pentru perioada 1971-2000, temperatura medie anuală este de 9,2 °C, cu o amplitudine termică anuală de 16,6 °C. Cumulul anual mediu de precipitații este de 956 mm, cu 13,2 zile de precipitații în ianuarie și 9,4 zile în iulie. Pentru perioada 1991-2020, temperatura medie anuală observată la stația meteorologică Météo-France cea mai apropiată, „Rollainville”, situată în comuna Rollainville la 13 km în linie dreaptă, este de 10,3 °C și cumulul anual mediu de precipitații este de 860,3 mm. Temperatura maximă înregistrată la această stație este de 39,6 °C, atinsă pe 25 iulie 2019; temperatura minimă este de −18,2 °C, atinsă pe 20 decembrie 2009.
Parametrii climatici ai comunei au fost estimați pentru mijlocul secolului (2041-2070) conform diferitelor scenarii de emisie de gaze cu efect de seră, bazate pe noile proiecții climatice de referință DRIAS-2020. Aceștia pot fi consultați pe un site dedicat publicat de Météo-France în noiembrie 2022.

## Urbanism

### Tipologie
La 1 ianuarie 2024, Seraumont este clasificată drept o comună rurală cu habitat foarte dispersat, conform noii grile comunale de densitate în șapte niveluri stabilite de INSEE (Institutul Național de Statistică și Studii Economice) în 2022. Comuna este situată în afara unităților urbane. De asemenea, face parte din zona metropolitană a orașului Neufchâteau, fiind o comună din periferie. Această zonă, care cuprinde 72 de comune, este clasificată în categoriile de zone cu mai puțin de 50.000 de locuitori.

### Utilizarea terenului
În 2018, structura ocupării terenurilor în comuna Seraumont, conform bazei de date europene Corine Land Cover (CLC), arăta o predominanță a pădurilor și a zonelor semi-naturale, care reprezentau 51,2 % din suprafața totală, o ușoară scădere față de 1990, când acestea ocupau 52,6 %. Distribuția detaliată a ocupării solului în 2018 este următoarea: păduri (51,2 %), pajiști (20,8 %), terenuri arabile (20,7 %) și zone agricole mixte (7,4 %). Evoluția ocupării terenurilor în comună și a infrastructurilor sale poate fi observată pe diferitele reprezentări cartografice ale teritoriului: harta Cassini (secolul XVIII), harta de stat-major (1820-1866) și hărțile sau fotografiile aeriene ale IGN pentru perioada actuală (1950 până în prezent).

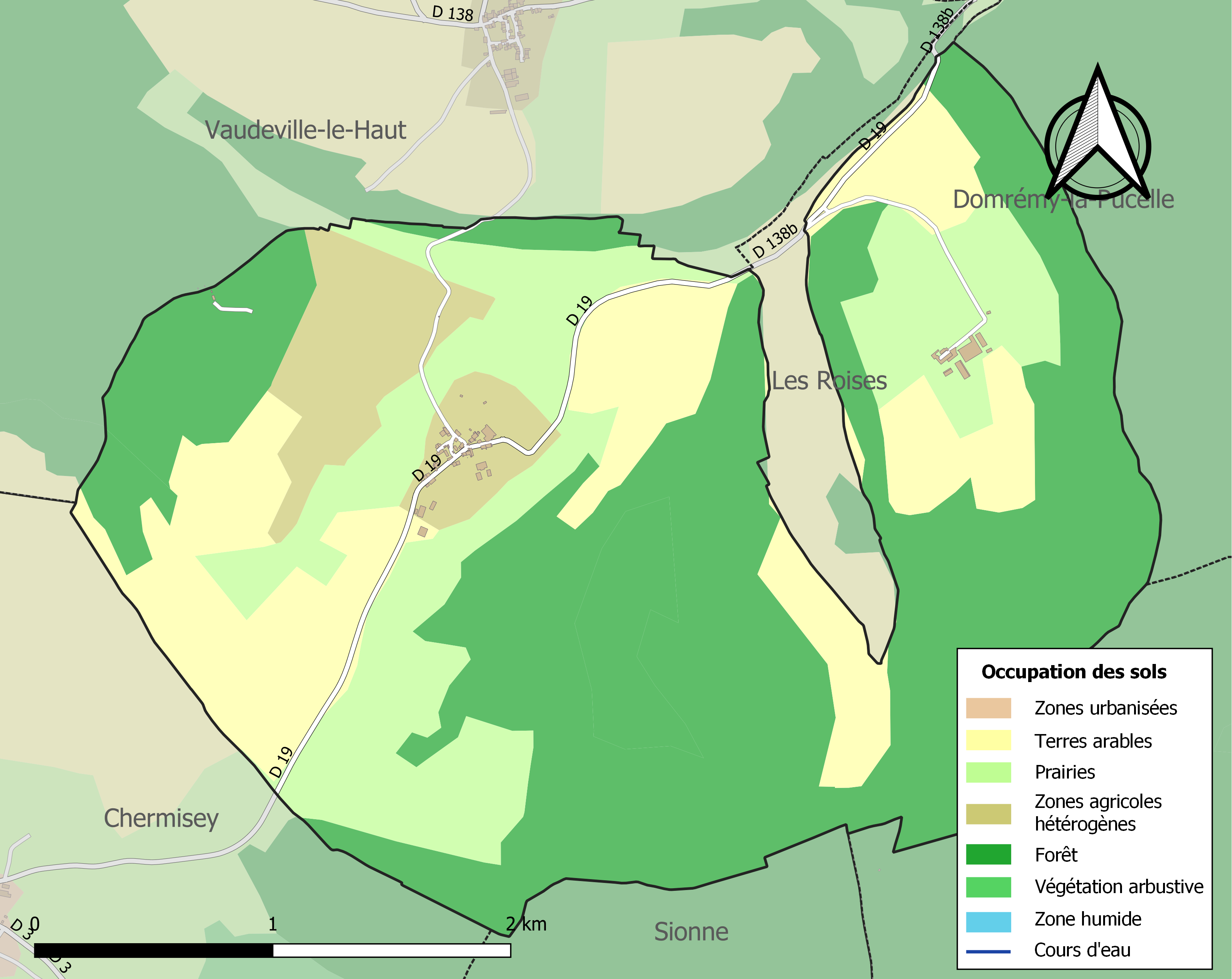
Harta infrastructurii și utilizării terenului a comunei în 2018 (CLC).

## Istorie
Seraumont aparținea de generalitatea (administrația financiară) Metz și de seneșalul de Toul. Biserica sa era anexă a Vaudeville (Meuse).

## Populația și societatea

### Date demografice
Evoluția numărului de locuitori este cunoscută prin recensămintele populației efectuate în comuna respectivă începând din 1793. Pentru comunele cu mai puțin de 10 000 de locuitori, un recensământ al întregii populații este realizat la fiecare cinci ani, populațiile legale pentru anii intermediari fiind estimate prin interpolare sau extrapolare. Pentru comuna respectivă, primul recensământ exhaustiv în cadrul noului dispozitiv a fost realizat în 2004.
În 2021, comuna număra 32 locuitori, în scădere cu 6,56 % față de 2015 (Vosges: −31,91 %, Franța fără Mayotte: +1,84%).
| An        | 1793 | 1821 | 1841 | 1856 | 1876 | 1886 | 1901 | 1921 | 1936 | 1962 | 1982 | 2006 | 2014 | 2021 |
| --------- | ---- | ---- | ---- | ---- | ---- | ---- | ---- | ---- | ---- | ---- | ---- | ---- | ---- | ---- |
| Populație | 200  | 207  | 219  | 166  | 149  | 127  | 108  | 81   | 76   | 38   | 44   | 45   | 48   | 32   |